# Campeonato Mundial de Xadrez de 1951
O match pelo Campeonato Mundial de Xadrez de 1951 foi disputado pelo então campeão mundial Mikhail Botvinnik e o desafiante David Bronstein, que venceu o Torneio de Candidatos de 1950. Foi o primeiro campeonato mundial de xadrez sob a organização da FIDE; e o primeiro a usar um sistema de qualificação com Torneio Interzonal e de Candidatos para escolher um desafiante, sistema que permaneceu em vigor até 1993. O match final foi realizado entre 15 de março e 11 de maio em Moscou e foi jogado em 24 partidas com Botvinnik mantendo o título.

## Torneio Interzonal de 1948
O Torneio Interzonal ocorreu em Saltsjöbaden, Estocolmo, Suécia, entre julho e agosto de 1948. Oito vagas estavam em disputa para o Torneio de Candidatos
|    |                     | 1 | 2 | 3 | 4 | 5 | 6 | 7 | 8 | 9 | 10 | 11 | 12 | 13 | 14 | 15 | 16 | 17 | 18 | 19 | 20 | Total |
| -- | ------------------- | - | - | - | - | - | - | - | - | - | -- | -- | -- | -- | -- | -- | -- | -- | -- | -- | -- | ----- |
| 1  | David Bronstein     | x | 1 | ½ | 1 | ½ | ½ | ½ | ½ | ½ | ½  | 1  | ½  | ½  | 1  | ½  | 1  | ½  | 1  | 1  | 1  | 13½   |
| 2  | László Szabó        | 0 | x | ½ | ½ | 1 | ½ | 1 | ½ | ½ | 1  | ½  | 1  | 1  | 1  | ½  | 1  | ½  | ½  | 1  | 0  | 12½   |
| 3  | Isaac Boleslavsky   | ½ | ½ | x | ½ | ½ | ½ | 0 | 1 | ½ | 1  | ½  | ½  | 1  | ½  | ½  | ½  | 1  | 1  | 1  | ½  | 12    |
| 4  | Alexander Kotov     | 0 | ½ | ½ | x | ½ | ½ | ½ | ½ | ½ | ½  | 1  | ½  | ½  | ½  | ½  | 1  | 1  | 1  | 1  | ½  | 11½   |
| 5  | Andor Lilienthal    | ½ | 0 | ½ | ½ | x | 1 | 1 | ½ | ½ | ½  | 0  | ½  | ½  | ½  | 1  | ½  | 1  | ½  | ½  | 1  | 11    |
| 6  | Igor Bondarevsky    | ½ | ½ | ½ | ½ | 0 | x | ½ | ½ | 1 | 0  | ½  | 1  | ½  | 0  | ½  | ½  | 1  | ½  | 1  | 1  | 10½   |
| 7  | Miguel Najdorf      | ½ | 0 | 1 | ½ | 0 | ½ | x | ½ | ½ | 1  | 0  | 1  | ½  | 0  | ½  | 1  | ½  | ½  | 1  | 1  | 10½   |
| 8  | Gideon Ståhlberg    | ½ | ½ | 0 | ½ | ½ | ½ | ½ | x | ½ | 0  | ½  | 1  | 1  | ½  | ½  | ½  | ½  | 1  | ½  | 1  | 10½   |
| 9  | Salo Flohr          | ½ | ½ | ½ | ½ | ½ | 0 | ½ | ½ | x | ½  | ½  | ½  | ½  | ½  | ½  | ½  | 1  | ½  | 1  | 1  | 10½   |
| 10 | Petar Trifunović    | ½ | 0 | 0 | ½ | ½ | 1 | 0 | 1 | ½ | x  | ½  | ½  | 0  | 1  | ½  | ½  | 1  | ½  | 1  | ½  | 10    |
| 11 | Vasja Pirc          | 0 | ½ | ½ | 0 | 1 | ½ | 1 | ½ | ½ | ½  | x  | ½  | ½  | 0  | 1  | 0  | ½  | 1  | ½  | ½  | 9½    |
| 12 | Svetozar Gligorić   | ½ | 0 | ½ | ½ | ½ | 0 | 0 | 0 | ½ | ½  | ½  | x  | 1  | ½  | 1  | 1  | 1  | ½  | 0  | 1  | 9½    |
| 13 | Eero Böök           | ½ | 0 | 0 | ½ | ½ | ½ | ½ | 0 | ½ | 1  | ½  | 0  | x  | ½  | ½  | ½  | ½  | 1  | 1  | 1  | 9½    |
| 14 | Viacheslav Ragozin  | 0 | 0 | ½ | ½ | ½ | 1 | 1 | ½ | ½ | 0  | 1  | ½  | ½  | x  | 0  | 0  | ½  | 0  | ½  | 1  | 8½    |
| 15 | Daniel Yanofsky     | ½ | ½ | ½ | ½ | 0 | ½ | ½ | ½ | ½ | ½  | 0  | 0  | ½  | 1  | x  | 0  | ½  | ½  | ½  | 1  | 8½    |
| 16 | Savielly Tartakower | 0 | 0 | ½ | 0 | ½ | ½ | 0 | ½ | ½ | ½  | 1  | 0  | ½  | 1  | 1  | x  | 0  | ½  | ½  | ½  | 8     |
| 17 | Ludek Pachman       | ½ | ½ | 0 | 0 | 0 | 0 | ½ | ½ | 0 | 0  | ½  | 0  | ½  | ½  | ½  | 1  | x  | 1  | ½  | 1  | 7½    |
| 18 | Gösta Stoltz        | 0 | ½ | 0 | 0 | ½ | ½ | ½ | 0 | ½ | ½  | 0  | ½  | 0  | 1  | ½  | ½  | 0  | x  | ½  | ½  | 6½    |
| 19 | Lajos Steiner       | 0 | 0 | 0 | 0 | ½ | 0 | 0 | ½ | 0 | 0  | ½  | 1  | 0  | ½  | ½  | ½  | ½  | ½  | x  | ½  | 5½    |
| 20 | Erik Lundin         | 0 | 1 | ½ | ½ | 0 | 0 | 0 | 0 | 0 | ½  | ½  | 0  | 0  | 0  | 0  | ½  | 0  | ½  | ½  | x  | 4½    |
Os quatro jogadores empatados com 10½ pontos no sexto lugar deveriam jogar um torneio desempate para classificar três para o Torneio de Candidatos, mas Bondarevsky teve que desistir por motivos de saúde, assim os outros três se classificaram automaticamente.

## Torneio de Candidates de 1950
O Torneio de Candidates foi realizado em Budapeste, Hungria entre abril e maio de 1950. Os jogadores que haviam terminado entre o segundo e o quinto lugar no campeonato mundial de 1948 (Smyslov, Keres, Reshevsky, e Euwe) classificaram-se diretamente para o torneio. Os outros jogadores classificaram-se no Torneio Interzonal de 1948. Reshevsky não quis participar do torneio. Euwe recusou devido a compromissos de trabalho, e Bondarevsky por motivos de saúde.
|    |                   | 1   | 2   | 3   | 4   | 5   | 6   | 7   | 8   | 9   | 10  | Total |
| -- | ----------------- | --- | --- | --- | --- | --- | --- | --- | --- | --- | --- | ----- |
| 1  | David Bronstein   | xx  | = = | 0 1 | = 1 | 1 1 | 1 = | 0 1 | = = | 1 = | = 1 | 12    |
| 2  | Isaac Boleslavsky | = = | xx  | 1 = | = = | = = | 1 = | = = | = 1 | = 1 | 1 1 | 12    |
| 3  | Vasily Smyslov    | 1 0 | 0 = | xx  | = = | 1 = | = 1 | 0 1 | = 1 | = = | = = | 10    |
| 4  | Paul Keres        | = 0 | = = | = = | xx  | = = | 1 0 | 1 = | = = | = 1 | = = | 9½    |
| 5  | Miguel Najdorf    | 0 0 | = = | 0 = | = = | xx  | = = | = = | 1 1 | = 1 | = = | 9     |
| 6  | Alexander Kotov   | 0 = | 0 = | = 0 | 0 1 | = = | xx  | = 1 | 1 0 | 1 0 | 1 = | 8½    |
| 7  | Gideon Ståhlberg  | 1 0 | = = | 1 0 | 0 = | = = | = 0 | xx  | = = | = = | = = | 8     |
| 8  | Andor Lilienthal  | = = | = 0 | = 0 | = = | 0 0 | 0 1 | = = | xx  | 1 0 | = = | 7     |
| 9  | László Szabó      | 0 = | = 0 | = = | = 0 | = 0 | 0 1 | = = | 0 1 | xx  | 1 0 | 7     |
| 10 | Salo Flohr        | = 0 | 0 0 | = = | = = | = = | 0 = | = = | = = | 0 1 | xx  | 7     |
Os dois jogadores que terminaram em primeiro lugar jogaram um match desempate de 12 partidas em Moscou entre julho e agosto de 1950. 
| Jogador           | 1 | 2 | 3 | 4 | 5 | 6 | 7 | 8 | 9 | 10 | 11 | 12 |  | 13 | 14 | Total |
| ----------------- | - | - | - | - | - | - | - | - | - | -- | -- | -- |  | -- | -- | ----- |
| Isaac Boleslavsky | 0 | ½ | ½ | ½ | ½ | ½ | 0 | 1 | ½ | ½  | 1  | ½  |  | ½  | 0  | 6½    |
| David Bronstein   | 1 | ½ | ½ | ½ | ½ | ½ | 1 | 0 | ½ | ½  | 0  | ½  |  | ½  | 1  | 7½    |

Após a vitória, David Bronstein ganhou o direito de desafiar o campeão mundial.

## Match pelo Campeonato Mundial de 1951
O match foi jogado em Moscou, entre 15 de março e 11 de maio, em uma melhor de 24 partidas, terminando em 12 a 12. Botvinnik foi o vencedor e continuou como campeão mundial, pois as regras da competição determinavam que o empate garantia a manutenção do título.
| Jogador           | 1 | 2 | 3 | 4 | 5 | 6 | 7 | 8 | 9 | 10 | 11 | 12 | 13 | 14 | 15 | 16 | 17 | 18 | 19 | 20 | 21 | 22 | 23 | 24 | Total |
| ----------------- | - | - | - | - | - | - | - | - | - | -- | -- | -- | -- | -- | -- | -- | -- | -- | -- | -- | -- | -- | -- | -- | ----- |
| Mikhail Botvinnik | ½ | ½ | ½ | ½ | 0 | 1 | 1 | ½ | ½ | ½  | 0  | 1  | ½  | ½  | ½  | ½  | 0  | ½  | 1  | ½  | 0  | 0  | 1  | ½  | 12    |
| David Bronstein   | ½ | ½ | ½ | ½ | 1 | 0 | 0 | ½ | ½ | ½  | 1  | 0  | ½  | ½  | ½  | ½  | 1  | ½  | 0  | ½  | 1  | 1  | 0  | ½  | 12    |